# コルラス

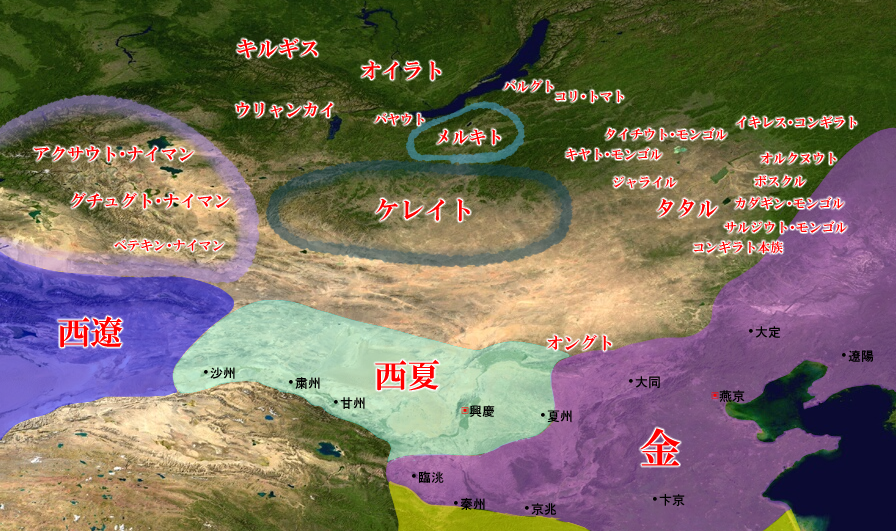
12世紀のモンゴル高原の諸部族

コルラス（モンゴル語: Qorlas）とは、かつてモンゴル高原で活動した遊牧民族。イキレス、オルクヌウトなどと同様、コンギラト系諸部族の一派であった。しかし、他のコンギラト系諸部族とは対立関係にあったとされ、このためかモンゴル帝国で立身出世した人物についての記録はない。

## 概要
『集史』「コンギラト部族志」によると、コンギラト諸部族は「黄金の壺」から産まれた始祖を同じくする一族であり、コルラスは「黄金の壺」の三男のトスブ・ダウウより生じた氏族であるという。トスブ・ダウウにはカラヌウトとコンカリウトという二人の息子がおり、コンカリウトの息子のミサル・ウルク（Mīsar Ūlūk）が父の妻を娶って生まれた息子がコルラス（Qūrlās）であった。コルラスからコルラス部族が生じ、またコルラスとヒタイ人の妻の間から生まれた子どもの子孫がイルジギン（Iljikin）部族であったという。
同じく『集史』「コンギラト部族志」には「コルラスは……コンギラトやイキレスと同じ源から分枝しており、互いに一族ではあったが、常に敵対し、戦っていた」とあり、経緯は不明であるが他のコンギラト系諸族とは対立関係にあったようである。『集史』『元朝秘史』は一致してチンギス・カンがバルジュナ湖を訪れた際にコルラス部族と出会ったと記しており、コルラス部族の居住地はバルジュナ湖の付近にあったと推定されている。
チンギス・カンによってモンゴル高原が統一された後、配下の95の千人隊はチンギス・カンの諸子・諸弟に分封されたが、その他にもチンギス・カンの生母のホエルンに「コルラスとオルクヌウトからなる3つの千人隊」が与えられたという。この3つの千人隊は後にホエルンの末子でチンギス・カンの末弟であるテムゲ・オッチギンのウルスに併合され、これによってオッチギン・ウルスは東道諸王の中でも最大の勢力を誇ることとなった。ただし、「3つの千人隊」を率いていた人物の名前や事蹟は全く記録されず、モンゴル帝国期におけるコルラス部族の動向は不明な点が多い。

## 北元時代のゴルロス部
北元時代の歴史を扱うモンゴル年代記では、「ゴルラト（Γorlad）」部族の人物についてしばしば言及される。しかし、ある史料ではゴルラト部とされる人間が、別の史料ではウリヤンハンとされる事が多く、両者は北元時代においてしばしば混同されていたようである。この点について、宝音徳力根は明朝より「ウリヤンハイ三衛（兀良哈三衛）」の名称を与えられた集団が実質的にはオッチギン・ウルスの後身であったことに注目し、上述の通りオッチギン・ウルスにはコルラス部が多く含まれていたため、「ウリヤンハン」と「コルラス＝ゴルラト」が混同されるようになったのであろう、と論じている。この説を裏付けるように、『アルタン・ハーン伝』には「オジェード・ウルス（兀良哈三衛のモンゴル側からの呼称）のエンケ丞相などのノヤンたちが、一族を挙げて、尊いウゲレン（ホエルン）・ハトンの宮室を携えて…」との記述があり、オッチギン・ウルスの末裔＝兀良哈三衛＝オジェートがホエルンのオルドを継承していたことが確認される。
例えば、タイスン・ハーンに嫁いだ娘が離縁させられた事を恨みに思い、後にタイスン・ハーンを弑逆したことで知られる人物は、『蒙古源流』では「ゴルラト部族のチャブダン」とされるが、『明実録』では「兀良哈頭目沙不丹」と表記される。また、モンゴル年代記でイスマイル太師を討伐した人物を「ゴルラトのトゴチ少師」とするが、この人物は『明憲宗実録』で「朶顔衛都督朶羅干男脱火赤」と表記される「朶顔衛（ウリヤンハ）のトゴチ」と同一人物と見られる。なお、『蒙古源流』はこのトゴチの娘がダヤン・ハーンの側室の一人のスミル・ハトンで、彼女からゲレ・ボラト太子とゲレセンジェ太子が生まれたと伝えている。さらに、『シラ・トージ』で「ウリヤンハンのメンドゥ」とされる人物は、『アルタン・トプチ』で「ゴルラトのメンドゥ・オルルク」「トゥルゲンの子のメンドゥ・ダルハン」と表記され、トゥルゲン＝朶顔衛都督の朶羅干であるとすると、トゴチ少師の弟に相当することとなる。
しかし北元時代末期にはオッチギン家の血統は断絶し、代わって同じオンリュートに属するジョチ・カサルの末裔（カサル・ウルス＝ホルチン部）が後金（清朝）と姻戚関係を結んで隆盛した。やがて、ホルチン部の家系から出たエトファン・ノヤン（鄂特歓諾顔）がゴルロス（郭爾羅斯）部を領し、これが清代に入ってゴルラス前旗・後旗に編成された。ゴルラス前旗・後旗は中華民国時代を経て、現在中華人民共和国の吉林省松原市前ゴルロス・モンゴル族自治県として名を残している。